# Meridiano 103 W
O meridiano 103 W é um meridiano que, partindo do Polo Norte, atravessa o Oceano Ártico, América do Norte, Oceano Pacífico, Oceano Antártico, Antártida e chega ao Polo Sul. Forma um círculo máximo com o Meridiano 77 E.
Começando no Polo Norte, o meridiano 103º Oeste tem os seguintes cruzamentos:
| País, território ou mar | Notas                                                                                |
| ----------------------- | ------------------------------------------------------------------------------------ |
| Oceano Ártico           |                                                                                      |
| Canadá                  | Nunavut - Ilha Ellef Ringnes e Ilha Thor                                             |
| Estreito de Maclean     |                                                                                      |
| Corpo de água sem nome  |                                                                                      |
| Canadá                  | Nunavut - Ilha Cameron, Ilha Vanier, Ilha Massey e Ilha Alexander                    |
| Canal de Austin         |                                                                                      |
| Canal de Parry          | Viscount Melville Sound                                                              |
| Canal de McClintock     | Passa a oeste da Ilha do Príncipe de Gales, Nunavut, Canadá                          |
| Canadá                  | Nunavut - Ilha Victoria                                                              |
| Golfo da Rainha Maud    |                                                                                      |
| Canadá                  | Nunavut continental Territórios do Noroeste Saskatchewan                             |
| Estados Unidos          | Dacota do Norte Dacota do Sul Nebraska Colorado fronteira Oklahoma/Novo México Texas |
| México                  | Coahuila Durango Zacatecas Jalisco Michoacán Jalisco Michoacán                       |
| Oceano Pacífico         |                                                                                      |
| Oceano Antártico        |                                                                                      |
| Antártida               | Território não reivindicado                                                          |
| Oceano Antártico        | Mar de Amundsen                                                                      |
| Antártida               | Território não reivindicado                                                          |